# Rotunda Najświętszej Marii Panny na Wawelu
Rotunda św. św. Feliksa i Adaukta (pierwotnie Najświętszej Panny Marii) – pierwsza budowla przedromańska odkryta na terenie Wawelu. Należy do najlepiej zachowanych obiektów architektury przedromańskiej i najstarszych budowli kamiennych w Polsce. Stanowi główny obiekt ekspozycji w rezerwacie archeologiczno-architektonicznym Wawel Zaginiony. Obecny wygląd budowli jest wynikiem rekonstrukcji przeprowadzonej przez Adolfa Szyszko-Bohusza w latach 20. oraz prac archeologicznych z lat 60. i 70. XX wieku. Pierwotna forma górnej części rotundy jest jednak wciąż niemożliwa do ustalenia, pozostaje głównym problemem badawczym i obiektem wielu spekulacji.

## Dzieje odkryć

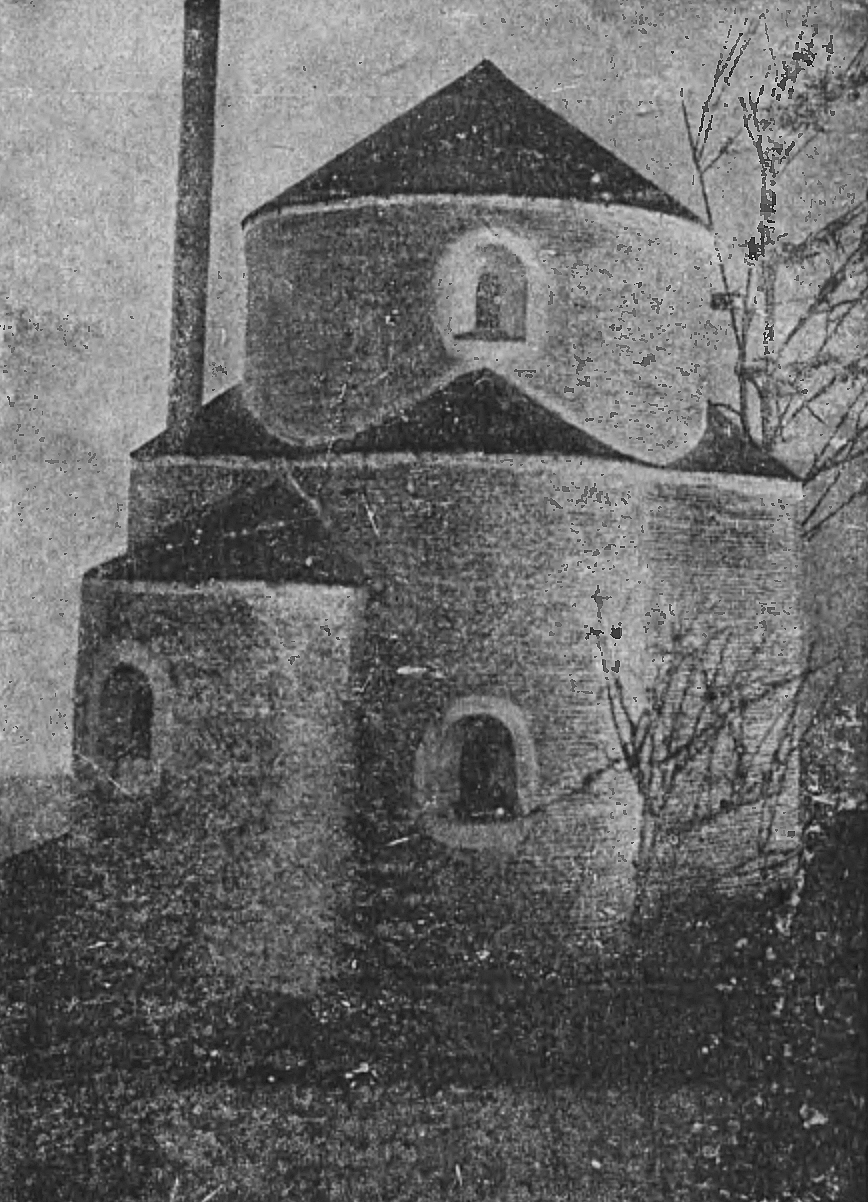
Kaplica św. Feliksa i Adaukta zrekonstruowana przez inż Adolf Szyszko-Bohusza (1918)

W 1911 roku podczas prac w budynkach dawnych Kuchni Królewskich na jej mury natrafił architekt Zygmunt Hendel. Kilka lat później – w 1917 roku Adolf Szyszko-Bohusz dokonał pełnego odsłonięcia reliktów, opracowania badawczego, konserwacji oraz rekonstrukcji górnych części rotundy. Prace te w latach dwudziestych pozwoliły na udostępnienie obiektu dla zwiedzających.
Następne badania archeologiczne, prowadzone przez Andrzeja Żakiego miały miejsce w latach 1956–1966. Odsłonięto kolejne mury przylegające do rotundy od zachodu, w obrębie których znajdował się grób z pochówkiem ze złotym pierścieniem oraz wisior z kryształu górskiego w złocie. W okrągłym aneksie natrafiono na pozostałości posadzki, pośrodku zaś na koliste wgłębienie, zidentyfikowane przez Klementynę Żurowską jako negatyw słupa podtrzymującego schody. Odkrycie to było przyczynkiem do nowych rekonstrukcji rotundy, już jako dwupoziomowej budowli. Prace z lat siedemdziesiątych z udziałem Józefa Niżnika, Stanisława Kozieła, Klementyny Żurowskiej i Stefana Walczego pozwoliły na lepsze zbadanie murów przy rotundzie, ustalenie różnic w ich budowie i weryfikację dotychczasowego stanu badań. Nowe spojrzenie na zachowane relikty umożliwiły także inne odkrycia na wzgórzu Wawelskim, będące wynikiem prowadzonych od lat pięćdziesiątych prac wykopaliskowych. Znacząco powiększyła się ilość wczesnośredniowiecznych reliktów na Wawelu, wzrosła też wiedza na temat drewniano-ziemnych obwarowań wzgórza i podgrodzia.
W 1975 roku wokół obiektu utworzono rezerwat archeologiczno-architektoniczny udostępniony dla zwiedzających w ramach wystawy Wawel Zaginiony. W wyniku destrukcji zabytku, stwierdzonych w latach osiemdziesiątych, konieczne było zlecenie kolejnych prac konserwatorskich, trwających od 1986 do 1990 roku. Kierujący nimi Piotr Stępień, przeprowadzając obserwacje i analizy, dokonał chronologicznego rozwarstwienia murów metodą termoluminescencyjną, co pozwoliło uczytelnić relikty. Na początku XXI wieku obiekt poddano badaniom przy zastosowaniu metody C14, na podstawie której Zygmunt Świechowski datował tetrakonchos na rok mniej więcej 970.

## Źródła pisane
Wśród źródeł pisanych dotyczących Wawelu znajduje się kilka fragmentów, które pomogły w identyfikacji tetrakonchosu i posłużyły do wysnucia prawdopodobnej jego historii. Szerzej omawiane w literaturze przedmiotu, były punktem wyjścia dla hipotez o pierwotnym wezwaniu budowli i czasu jej powstania.
Pierwszy z fragmentów znajduje się w Historii Polski Jana Długosza, gdzie pod rokiem 1241 dziejopis wymienia Konrada Mazowieckiego, który przeprowadził fortyfikację Wzgórza Wawelskiego – od sanktuarium św. Tomasza przy kościele św. Wacława, dalej do kościoła św. Gereona aż do okrągłego kościółka Panny Marii.
Druga informacja pojawiała się w Liber Beneficiorum, z niej dowiadujemy się, że Kazimierz Wielki odnowił i uposażył prebendę św. św. Feliksa i Adaukta. Dokument erekcyjny kaplicy Zygmuntowskiej wydany w 1543 roku przez biskupa Gamrata mówi o przeniesieniu prebendy św. św. Feliksa i Adaukta, znajdującej się w pobliżu kuchni królewskich, do kaplicy Wniebowzięcia Najświętszej Marii Panny w katedrze krakowskiej. Znając lokalizację ówczesnych kuchni oraz domniemany przebieg murów Konradowskich, założono, że odkryty tetrakonchos posiadał wezwanie Wniebowzięcia Najświętszej Marii Panny, a wtórnie, za czasów Kazimierza Wielkiego zyskał nowe – św. św. Feliksa i Adaukta.
Dalsze dzieje rotundy i zmiany jej formy po utracie dawnej funkcji, można prześledzić dzięki listowi Zygmunta Augusta do Jana Bonera z roku 1557, oraz lustracji zamku z 1739. Wszystkie znane źródła pisane i architektoniczne omawia między innymi Klementyna Żurowska w monografiach zabytku.

## Opis
Rotunda usytuowana w południowej części Wzgórza Wawelskiego znajduje się w obrębie budynku nr 5. Jest usytuowana od około 2,8 metra do 4 metrów poniżej obecnego poziomu Dziedzińca Arkadowego. Rzut poziomy, dobrze czytelny na podstawie zachowanych reliktów, jest oparty na formie czworoliścia, gdzie półkoliste apsydy (o średnicy 2,6–2,8 m) są oddzielone odcinkami murów (szerokości 0,95–1,15 m.), które wyznaczają okrągłą część środkową (o średnicy 4,8–4,9 m).
Dodatkowo pomiędzy apsydami południowo-wschodnią i południowo-zachodnią zachowały się mury kolistego pomieszczenia. Od zachodu przylegają do budowli dwa odcinki murów aneksów. Mur południowy (długości 2,5 m) przewiązany jest z murami apsydy południowo-zachodniej, a mur północny (długości 5,5m) jest dostawiony do apsydy północno-zachodniej i posadowiony na około 40 cm warstwie gruntu. Pozostałości te były rekonstruowane, jako fragmenty dwóch aneksów dostawionych do tetrakonchosu od zachodu. Mury kamienne o grubości około 1 metra, posadowione bezpośrednio na skale, zostały wykonane w technice podobnej do appareil allonge – płasko łupane płytki piaskowca i wapienia układano warstwowo przez całą grubość muru. Większość murów zachowała się do wysokości 2,4–3,4 m, wyjątek stanowi zewnętrzna część apsydy południowo-wschodniej, gdzie sięgają one do ponad 6,8 m. Ponadto w apsydzie północno-wschodniej brak środkowego fragmentu. Zachowały się pozostałości dwóch obustronnie rozglifionych, prostokątnych, od góry zamkniętych półkoliście, otworów okiennych, w apsydzie południowo-wschodniej na wysokości 1,85 m (od obecnego poziomu wnętrza), oraz dolna część analogicznego okna w apsydzie północno-zachodniej (tutaj na wysokości 1,65 m). Po wewnętrznej stronie apsydy północno-zachodniej zachowały się także dwa kamienne wsporniki (kroksztyny) oraz fragmenty późniejszych tynków. Największą zagadką pozostaje umieszczenie pierwotnego wejścia do rotundy.
Odsłonięto bowiem dwa otwory, z których żaden nie prowadzi bezpośrednio na zewnątrz budowli. Półkoliście przesklepione przejście w południowym murze międzyapsydowym znajduje się na wysokości 0,2 m ponad skałą i prowadzi do okrągłego pomieszczenia dostawionego do rotundy. Drugie wejście w murze apsydy północno-zachodniej przebite wtórnie i zamurowane przed 1241 rokiem, wznosi się na wysokości 1,5 m nad poziomem skały. Prowadziło do jednego z aneksów, który wyznaczają mury odnalezione po zachodniej stronie budowli.
Górną część rotundy stanowi drewniana, tynkowana konstrukcja wykonana przez Adolfa Szyszko-Bohusza w latach dwudziestych jako rekonstrukcja niezachowanej części budowli.

## Historia
Historię rotundy pierwszy przedstawił już Adolf Szyszko-Bohusz, wnioskując dość pewnie na podstawie zachowanych reliktów oraz źródeł pisanych i architektonicznych. Opisane przez niego dzieje dotyczą czasu między XIV a XIX wiekiem – czyli od odnowienia świątyni przez Kazimierza Wielkiego aż do jej zniszczenia przez wojska austriackie.
Odkrycie kolejnych murów i innych obiektów na terenie Wzgórza Wawelskiego oraz szczegółowa analiza zabytku pozwoliły Klementynie Żurowskiej na poszerzenie historii o czas przebudowań i zniszczeń tetrakonchosu od X do XIII wieku. Na weryfikację przedstawionych tez pozwoliły badania Piotra Stępienia dotyczące rozwarstwień chronologicznych murów. Nie udało się jednak ustalić dokładniej daty powstania obiektu. Jedynie na podstawie użytego wątku muru można przyjąć, jak czyni obecnie większość badaczy, że rotunda powstała pod koniec X wieku lub na początku XI wieku, prawdopodobnie podczas rządów Bolesława Chrobrego.
Pierwszy aneks (wyznaczony przez mur południowy) był organicznie związany z rotundą od początku jej istnienia. Drugi, powstały po dostawieniu kolejnego muru od północy wraz z przejściem w murze międzyapsydowym jest datowany na XI wiek.
Za czasów Konrada Mazowieckiego (ok. 1241 r.) podczas włączania rotundy do linii obwarowań zamurowano przejście do aneksu zachodniego. Budowla straciła funkcję sakralną i uległa wielu uszkodzeniom. Kazimierz Wielki odnowił ją i przywrócił pierwotną funkcję, nadając wezwanie św. św. Feliksa i Adaukta. Rotunda została włączona w część zabudowań zamkowych (skrzydła południowo-zachodniego). W tym samym czasie powstał prawdopodobnie kolejny, wieloboczny aneks przy apsydzie południowo-zachodniej. W latach 1516–1517, gdy budowano Kuchnie Królewskie, tetrakonchos znów zdesakralizowano. Sklepieniem podzielono go na dwie części i wykorzystano do celów użytkowych.
Z początkiem XIX wieku, w roku 1806, przebudowując całe skrzydło na szpital wojskowy, mury rozebrano do obecnie zachowanego poziomu.

## Stan badań
Stan badań dotyczący tetrakonchosu jest bardzo obszerny. Wiele różnych hipotez wraz z kolejnymi odkryciami ulegało dezaktualizacji. Pojawiały się nowe problemy i propozycje ich rozwiązań. W starszych publikacjach można znaleźć dużo więcej rozbieżnych hipotez – później zweryfikowanych i odrzuconych. Dalej jednak większość z problemów musi pozostać tematem spekulacji brak bowiem materialnych dowodów na ich udowodnienie. Pierwsze dokładne stany badań przedstawili – Maria Pietrusińska (do lat 60.) oraz Klementyna Żurowska w dwóch monografiach rotundy, kolejne, krótsze opracowania znajdują się w publikacjach Zbigniewa Pianowskiego, Klaudii Stali, Moniki Bober i Teresy Rodzińskiej-Chorąży.

### Rekonstrukcja
Problem rekonstrukcji pierwotnej bryły budowli budzi do dziś najwięcej wątpliwości. Zachowane relikty pozwalają ustalić rzut poziomy tetrakonchosu, brak jednak podstaw do przedstawienia wiarygodnej i niepodważalnej formy rzutu pionowego i układu brył. Pierwszą rekonstrukcję zaproponował w 1919 roku Adolf Szyszko-Bohusz, przedstawiając rotundę jako budowlę centralną sklepioną kopułą sferyczną wznoszącą się na wysokości około 10 metrów nad poziomem posadzki. Do części centralnej miały przylegać 4 apsydy wysokie na 6 metrów i sklepione konchowo. Dwa okna znajdowały się w apsydach, a kolejne cztery w bębnie kopuły. Od północy do budowli przylegała półkolista zakrystia. Rotunda nie była orientowana. Wejście miało być ulokowane w apsydzie północno-wschodniej, w przeciwległej zaś, apsydzie południowo-zachodniej miał znajdować się ołtarz.
Z taką rekonstrukcją polemizowała Klementyna Żurowska, stwierdzając, że budowla była orientowana (ze sporym odchyleniem na północ), zaprzeczyła tezie o wejściu w apsydzie północno-wschodniej. Kolisty aneks uznała za wieżową klatkę schodową, która prowadziła na emporę umieszczoną nad apsydą południowo-zachodnią. Ponadto, budowla interpretowana przez badaczkę jako kaplica miała stanowić organiczną całość z palatium usytuowanym na zachód od zachowanych reliktów.
W latach 60. XX w. odkrycia dwóch murów przylegających do rotundy od zachodu, pochówku, oraz negatywu drewnianego słupa w kolistym aneksie, pozwoliły na weryfikacje poprzednich i powstanie kolejnych hipotez. Uznanie kolistego aneksu za klatkę schodową wykluczyło według Żurowskiej możliwość istnienia w tym miejscu głównego wejścia do budowli, mimo to w literaturze wciąż pojawiają się takie interpretacje. Andrzej Żaki początkowo określający południowy aneks jako zakrystię, później skłaniał się ku funkcji kruchty wejściowej. Zaprzeczył istnieniu palatium, stwierdzając, że odsłonięte mury i odnaleziony pomiędzy nimi grób stanowiły prostokątne mauzoleum dostawione do kaplicy.
Zajmujący się badaniem budowli emporowych Andrzej Tomaszewski przedstawił zupełnie inne rozwiązanie dotyczące wnętrza. Według niego drewniane schody w kolistym aneksie prowadziły na prawdopodobnie drewniane empory ulokowane w każdej z apsyd – tworzące dwupiętrowe obejście wokół części centralnej. Niepoparte jednak wystarczającymi dowodami hipotezy nie wzbudziły dalszego zainteresowania.
Trzecią pełną rekonstrukcję, której punktem wyjścia były hipotezy Klementyny Żurowskiej i Stefana Walczego, zaprezentował Stanisław Kozieł. Za nimi przedstawił kolisty aneks jako wieżyczkę z klatką schodową prowadzącą na emporę. W tym przypadku jednak dodatkowo, obejmując apsydę południowo-zachodnią, przylegał do niej czworokątny aneks. Miał on mieć formę dwukondygnacyjnego, zredukowanego masywu zachodniego, który na piętrze otwierał się do wnętrza rotundy poprzez emporę. Stanisław Kozieł odrzucił też możliwość istnienia palatium.
W drugiej monografii dotyczącej tetrakonchosu Klementyna Żurowska na nowo podjęła się analizy reliktów i stworzenia nowej rekonstrukcji z pomocą Tomasza Węcławowicza. Zaprezentowana forma opiera się na przesłankach dotyczących usytuowania wejścia do budowli, systemu komunikacji między poszczególnymi aneksami i częścią główną oraz wysokości nawarstwień i poziomu skał wokół rotundy. Ponadto znaczenie miały względy pierwotnej funkcji. Otrzymane wnioski pozwoliły na wykazanie, że tetrakonchos był dwukondygnacyjny, a zachowane relikty są pozostałością krypty stanowiącej dolną kondygnację. Na komunikację między poszczególnymi pomieszczeniami pozwalała klatka schodowa łącząca rotundę z palatium i masywem zachodnim, prowadząca dodatkowo na emporę otwierającą się do wnętrza z drugiej kondygnacji masywu zachodniego. Północno-zachodni mur, nieprzewiązany z murem budowli, został uznany za fragment wtórnie dobudowanego, dodatkowego aneksu.
Kolejni badacze spekulowali na temat rekonstrukcji Klementyny Żurowskiej, większość uznała jednak, za bardzo prawdopodobne, iż była to budowla dwukondygnacyjna. Z tym założeniem zgodził się Zbigniew Pianowski, wykluczając jednak istnienie empory oraz palatium od zachodu. Janusz Firlet do dwupoziomowej bryły dodał dwa aneksy – czworoboczne mauzoleum i półkolistą klatkę schodową. Ponadto, rekonstruując usytuowanie pierwszej kurii piastowskiej na Wawelu, uznał, że rotunda była częścią tej zabudowy i przylegała do palatium od strony wschodniej. Zasugerowane przez niego poprzeczne, a nie osiowe połączenie kaplicy z palatium należy do bardzo rzadko spotykanych wyjątków. Zostało jednak poparte przez Klaudię Stalę. Zygmunt Świechowski powielający rekonstrukcję Adolfa Szyszko-Bohusza, dopiero w publikacji z 2004 roku przyjął możliwość istnienia dwóch poziomów budowli. Nie można uznać jego stanowiska za całkiem jasne, bo równocześnie tezie tej towarzyszy rysunkowe przedstawienie wariantu jednopoziomowego.
Za starszą rekonstrukcją według Stanisława Kozieła opowiedział się Jurij Dyba, prezentując na planach analogiczną, jednokondygnacyjną bryłę z aneksem z emporą. Wejście do wnętrza prowadziło od aneksu zachodniego, przez wnętrze klatki schodowej i przejście między apsydami.
Ostatniej rekonstrukcji podjęła się Teresa Rodzińska-Chorąży, próbując rozwiązać problemy różnic w poziomach zewnętrza i wnętrza budowli, sposobów komunikacji między jej częściami i umieszczenia pierwotnego wejścia. Autorka przedstawiła dwie możliwe wersje, dla których punktem wyjścia było kilka bazowych założeń – dwupoziomowość kaplicy, kolista wieżyczka z klatką schodową i masyw zachodni poprzedzony rampą schodową. Dwa warianty różnią się przede wszystkim sposobem rozwiązania masywu zachodniego. W pierwszej wersji ma on formę wieży. Ze względu na system komunikacji nie można jednak przyjąć, że jej przyziemie pełniło funkcję kruchty. Wykluczone jest także wybranie takiej formy tylko jako monumentalnej oprawy dla wejścia. Jedynym wytłumaczeniem może być chęć umieszczenia w jej wnętrzu empory poza główną częścią wnętrza. Druga rekonstrukcja prezentuje masyw zachodni jako niski przedsionek jednak z wejściem na górnej kondygnacji. Badaczka kończy swój wywód podkreślając, że rozważania te mają charakter spekulatywny, ponieważ na podstawie zachowanych reliktów nie da się pewnie ustalić jak wyglądała bryła.

### Datowanie
Również w sprawie datowania obiektu badacze nie są zgodni, zwłaszcza w starszej literaturze pojawia się wiele rozbieżnych opinii. Szyszko-Bohusz określił ją jako budowlę słowiańską, datując na przełom IX i X wieku. W recenzji jego artykułu Władysław Abraham skrytykował ten pogląd, wiążąc jej powstanie z rządami pierwszych Piastów (koniec X wieku do pierwszej połowy XI wieku). Marian Gumowski przypisywał rotundzie funkcję pierwszej katedry krakowskiej z X wieku. Bardzo zmienne stanowisko przyjmował Josef Strzygowski, który początkowo uważał tetrakonchos za świątynię słowiańską powstałą jeszcze w okresie przedromańskim, później zmienił swoją opinię, przesuwając czas powstania między XI a XIII wiek. Władysław Semkowicz wiązał budowlę z XI wiekiem, Josef Cibulka z okresem czeskich rządów w Małopolsce w drugiej połowie X wieku, a Vojslav Mole z końcem X wieku. Forma i technika wykonania była dla Mariana Morelowskiego argumentem dla datowania na XI lub XII wiek.
W późniejszej literaturze większość badaczy opowiadała się za jedną z dwóch hipotez łączących powstanie rotundy z 2 połową X i początkiem XI wieku, z panowaniem Czechów w Krakowie lub z pierwszymi Piastami. Wyjątkiem był Jerzy Hawrot, który określił tetrakonchos jako mauzoleum z VII lub VIII wieku. Andrzej Żaki, pisząc o odkryciu budowli czworokątnej na Wawelu, zestawił ją z rotundą, ze względu na podobieństwo wątków muru. Przytoczył krótko stan badań dotyczący datowania rotundy. Krytycznie się do niego odnosząc, stwierdził, że najbardziej prawdopodobne jest, iż wszystkie relikty pochodzą z X-XI stulecia z czasów Bolesława Chrobrego. Z tym zdaniem zgodziła się również Klementyna Żurowska, która dogłębnie studiowała zagadnienia genezy form, funkcji i treści ideowych obiektu. Kolejni badacze albo popierali to zdanie, albo przesuwali moment powstania na czasy Mieszka II. Nie ma przesłanek, które pozwoliłyby zawęzić datowanie. Jak pisała Teresa Rodzińska-Chorąży ze względu na technikę wykonania, tetrakonchos należy zaliczyć do grupy budowli „płytkowych” datowanych między przełom X i XI wieku do połowy XI wieku. Równocześnie przytoczone przez badaczkę lombardzkie analogie pozwalają zawęzić czas powstania do drugiej lub trzeciej dekady wieku XI. Josef Dyba wywodzący formę rotundy od węgierskich tetrakonchosów wskazywał na lata 1031–1048, kiedy na polskim dworze przebywał król węgierski Bela I. Powołując się na badania metodą radiowęglową 14C, Świechowski przytoczył dokładną datę – rok 970. Wynik ten nie jest jednak wiarygodny, ponieważ został uzyskany na podstawie analizy tylko jednej próby.

### Wezwanie
W literaturze przedmiotu tetrakonchos jest zamiennie określany rotundą Najświętszej Marii Panny lub św. św. Feliksa i Adaukta. Oba wezwania zostały ustalone na podstawie zachowanych tekstów źródłowych (zob. punkt 3). Jako pierwszy ten temat podjął Szyszko-Bohusz, dowodząc, że pierwotne wezwanie maryjne w XIV zostało zmienione na wezwanie św. św. Feliksa i Adaukta. Analizując teksty źródłowe, wersję tę potwierdziła Klementyna Żurowska. Do lat 60. zagadnienie to nie budziło większego zainteresowania, dopiero odkrycie innych budowli centralnych, zwłaszcza tak zwanego kościoła B zmusiło badaczy do weryfikacji postawionych tez i podjęcia kolejnej dyskusji na ten temat. Szerzej problemem wezwania zajmowali się: Zofia Kozłowska-Budkowa, Gerard Labuda oraz w kolejnej monografii Żurowska. Mimo zaistniałych wątpliwości ostatecznie większość badaczy poparła pierwszą hipotezę Szyszko-Bohusza, uznając jego rekonstrukcję przebiegu linii obwarowań konradowskich za najbardziej prawdopodobną, a teksty Długosza za wiarygodne.

### Funkcja
Do lat 60. pojawiały się różne interpretacje dotyczące funkcji rotundy. Większość z nich z czasem została odrzucona. Wśród tych można wymienić hipotezę Mariana Gumowskiego o pierwszej katedrze wawelskiej, obaloną już przez Romana Grodeckiego. Odosobnione pozostają także stanowiska Paula Stygera i Jerzego Hawrota, którzy określili tetrakonchos jako mauzoleum – Styger pierwszych Piastow, Hawrot pogan. Forma budowli czteroapsydowej mogła sugerować funkcję baptysterium, za którą opowiedział się Józef Muczkowski, przeciwko temu przemówił jednak brak pozostałości basenu chrzcielnego.
Do dziś utrzymała się teza o kaplicy pałacowej, za którą opowiedzieli się: Michał Walicki, Marian Morelowski, Josef Cibulka, Vojslav Molé i Klementyna Żurowska, która rekonstruowała rotundę, jako część założenia rezydencjonalnego, z kryptą pełniącą funkcję relikwiarzową. Przeprowadziła też szczegółową analizę typologiczną, genetyczno-porównawczą oraz ikonologiczną. Początkowo z tezą o kaplicy książęcej zgodzili się również Zbigniew Pianowski i Janusz Firlet.
W publikacji z 2001 roku Janusz Firlet, starając się zrekonstruować usytuowanie pierwszej piastowskiej kurii książęcej, stwierdził, że prawdopodobnie czteroabsydowa rotunda zajmowała południowo-zachodnią jej część i pełniła funkcję prywatnej kaplicy władcy. Ostatecznie obaj badacze za bardziej prawdopodobne uznali funkcje kaplicy relikwiarzowej lub książęcego skarbca relikwiarzowego. Zygmunt Świechowski zgodził się z wymienianą już funkcją kaplicy władcy lub wielkorządcy.
Teresa Rodzińska-Chorąży, podając w wątpliwość powiązanie rotundy z budynkiem rezydencjonalnym, i co za tym idzie jej rolą jako kaplicy pałacowej, opowiada się za funkcją skarbca relikwiarzowego, która mogłaby być umotywowana nie tylko dwupoziomową rekonstrukcją, ale także ilością konch (łącznie osiem na obu kondygnacjach), w których można było umieścić ołtarze lub eksponować relikwie

### Analiza i geneza form
Najszerzej dyskutowanym w starszej literaturze problemem jest kwestia genezy form. Trzeba jednak zwrócić uwagę, że dotyczy ona zarówno pochodzenia formy budowli czworolistnej, jak i bardziej dokładnie, jak te formy zostały przeszczepione na teren Krakowa. W pierwszym przypadku, większość badaczy pozostaje zgodna co do antycznej genezy formy tetrakonchosu. Szeroko o tradycji wznoszenia budowli na planie koła i pierwszych takich, antycznych przykładach, w kontekście wawelskiej rotundy, pisała Klaudia Stala.
Pozostali, skupiając się na bardziej dokładnej analizie, szukają proweniencji zarówno na wschodzie, jak i na zachodzie Europy. Szyszko-Bohusz doszukiwał się genezy na wschodzie w Bizancjum, gdzie rozwijał się typ przesklepionej budowli centralnej. Według niego wzorce dotarły przez państwo wielkomorawskie, które połączyło tradycję bizantyńską z łacińską (budowle kamienne zamiast ceglanych, na planie koła, a nie kwadratu).
Wyjątkowe stanowisko zajął Strzygowski, uznając, że rotunda jest zabytkiem rodzimej, słowiańskiej architektury. Niepoparta żadnymi dowodami teza pozostała jednak bez znaczenia dla dalszych badań.
Później Strzygowski razem z Biehnem i Wesenbergiem opowiedział się za wpływami pochodzącymi bezpośrednio z Armenii. Hawrot za prototyp rotundy uważał kościół z Dzweli-Gawazi w Gruzji. Szersze grono stanowią zwolennicy koncepcji o zachodnich wzorcach. Zajmujący się analizą rotund średniowiecznych z terenów Europy środkowej, Cibulka wyprowadził ich genezę z karolińskiego Zachodu. Przyjął też, że wawelski tetrakonchos jest redukcją rotundy św. Wita w Pradze i powstał pod jej wpływem. Za nim tezę tę powtórzyli kolejni badacze. Wojsław Molé zwrócił jednak uwagę, że mogła to być tylko jedna z możliwości.
W nowszej literaturze rzadziej przyjmowano to stanowisko, wyjątek stanowi Świechowski, który w publikacji z 2009 roku nadal je podtrzymywał. Wśród innych ośrodków na zachodzie, z których miano czerpać wzorce, wymienia się ponadto: Nadrenię – Feliks Kopera i Władysław Abraham, Włochy – Muczkowski, Francję i tereny nadmozańskie – Morelowski, Alzację – Zdzisław Kępiński. Pojawienie się typu tetrakonchosu Dyba wiązał z wpływami węgierskimi, a bezpośredniego prototypu dla wawelskiej budowli upatrywał w rotundzie w Ludaspusta.
Najszerzej problemem genezy zajęła się Żurowska. W pierwszej monografii z 1968 roku potwierdziła, że najbliższą analogię stanowią kościół św. Wita (za Cibulką), oraz kaplica z Avolsheim w Alzacji (za Kępińskim). Źródeł inspiracji upatrywała na terenach dolnego Renu i Mozy. Najistotniejszym dla ustalenia skąd przejęto wzór dla budowli wawelskiej były dla niej przesłanki ideowe. Podstawą założeń była rekonstrukcja z cylindryczną wieżyczką – jak w tego typu rozwiązaniach w budowlach karolińskich i ottońskich, oraz ze zredukowanym masywem zachodnim nasuwających porównanie do kaplicy akwizgrańskiej. Uznając rotundę za kaplicę pałacową o wezwaniu maryjnym, szukała związków z podobnymi obiektami w typie Sancta Maria Rotunda, w szczególności tych pełniących rolę capella palatina – kaplic przy siedzibie władcy, przechowujących najcenniejsze dlań relikwie. Przeanalizowała również kwestię ideologii wczesnopiastowskich kaplic grodowych.
W kolejnej monografii Żurowska ukazała wawelski tetrakonchos na tle innych budowli centralnych o wielu kondygnacjach. Zanalizowała także ich system komunikacji i połączeń z innymi przyległymi budynkami. Doszła jednak do wniosku, że ze względu na specyfikę formy nie da się łączyć rotundy wawelskiej z grupą niemieckich kaplic podwójnych. Podsumowała stwierdzając, iż rotunda: „zdaje się być indywidualną realizacją, która łączy w sobie karolińsko-ottoński pomysł centralnej, maryjnej kaplicy pałacowej, wyposażonej w emporę umieszczoną w masywie zachodnim, z koncepcją centralnego, maryjnego kościoła z kryptą, która wykształciła się na Wschodzie w V w. i rozpowszechniwszy się na Zachodzie, poprzez sztukę karolińską, przeszła do tzw. pierwszej sztuki romańskiej”.
Dogłębnej analizy i genezy form tetrakonchosów podjęła się Teresa Rodzinska-Chorąży. Na tej podstawie wskazała, iż analogiczne rozwiązania można znaleźć w architekturze wczesnochrześcijańskiej i przedromańskiej. Najbliższe podobieństwo do dwukondygnacyjnego tetrakonchosu, z nawą na rzucie koła wykazują rotunda z Avolsheim, oraz baptysterium z Galliano i kościół św. Krzyża w Bergamo. Niemożliwe jest jednak pewne rozstrzygnięcie kręgu analogii, ponieważ nie da się ustalić, jak pierwotnie wyglądała bryła budowli (zwłaszcza jej część zachodnia). Istnienie masywu wieżowego wskazywałoby na wzorce karolińsko-ottońskie, niskiej kruchty zaś na przedromańskie założenia bliskie baptysterium z Galliano i wybranych polikonchosów z Dalmacji (np. Panny Marii w Stomorica czy św. Chryzogona w Kolovar w Zadarze). Rodzińska-Chorąży neguje także porównanie wawelskiej budowli do rotundy św. Wita w Pradze, pisząc, że wymiary, proporcje, dwupoziomowość założenia, oraz istnienie aneksu od strony zachodniej wskazują, że dużo bliższą analogię stanowią tetrakonchosy z Italii.